# Nístějka
Nístějka je přírodní památka na pravém břehu řeky Jizery, nedaleko malé osady Hradsko v okrese Semily. Chráněné území se nachází na skalním ostrohu se zříceninou hradu Nístějka a okolních suťových lesích s bohatou květenou. Celková rozloha chráněného území činí 2,7 hektaru a je v péči Krajského úřadu Libereckého kraje.

## Historie
Přírodní rezervace byla vyhlášena na podzim roku 1996 s cílem ochránit rostlinu lopuštík skloněný, ovšem historie tohoto místa sahá mnohem dále.
První písemná zmínka o hradu Nístějce pochází z roku 1369 kdy zde panoval šlechtic Jindřich z Valdštejna řečený Nístějka. V té době se v okolí města Vysoké dařilo sklářství. Např. 2,5 km vzdálená ves Sklenařice, nese památku na sklářství v názvu. Roku 1459 na Nístějce působil Jiří z Poděbrad. Poslední zmínka o Nístějce se datuje do roku 1543, kdy zde působil Zikmund Smiřický ze Smiřic,
V letech 1954, 1958, 1972 a 2006 zde probíhaly archeologické výzkumy, díky kterým víme, že hrad vyhořel a dále nebyl obýván. Za nějakou dobu po požáru se stal součástí vedlejšího panství hradu Návarova.

## Přírodní poměry
Přírodní památka Nístějka leží v nadmořské výšce 420 - 480 m. Spadá pod katastrální území města Vysoké nad Jizerou, vzdáleného přibližně čtyři kilometry. Pod skalním ostrohem se zříceninou Nístějky se nachází osada Hradsko. 
Přírodní památka leží na Hradském výběžku, z jedné strany je ohraničena řekou Jizerou, z druhé strany ji pak nepravidelně lemuje Farský potok, který ústí do Jizery právě pod úpatím Hradského výběžku. Řeka Jizera zde také vytyčuje hranice Krkonošskému národnímu parku, Nístějka do něho však nespadá, pouze s ním sousedí.

### Geologie
Přírodní památka se nachází v geologické jednotce Český masív, v jeho nejsevernější jednotce Lugikum. Geologickou strukturu tvoří metamorfované horniny Krkonošsko-Jizerského plutonu (žuly, ruly) a Krkonošsko-Jizerského krystalinika (svory, ruly, žuly)

### Geomorfologie
Krkonoše a jejich blízké okolí jsou hornatý region s vysokými vrcholy a hlubokými údolími. Reliéf tvořen údolími a propadlinami je výsledkem působení pevninských ledovců v posledním glaciálu.

### Pedologie
V této oblasti jsou nejvíce zastoupeny podzolové půdy, typické pro horské oblasti. Přítomnost žul a rul vede ke kyselosti půd a jejich snížené schopnosti zadržovat vodu, což v kombinaci s vyššími srážkami této oblasti, má za důsledek nízký obsah půdních živin.

### Flóra
Oblast je velmi bohatá na květenu, nachází se zde přes 200 druhů cévnatých rostlin.
Většinu území přírodní památky Nístějka zaujímá suťový les, ve kterém byli časem původní horské bučiny nahrazeny kulturními smrčinami s největším podílem smrku ztepilého (Picea abies). Ve stromovém patře můžeme dále najít jedli bělokorou (Abies alba), modřín opadavý (Larix decidua), buk lesní (Fagus sylvatica), javor klen (Acer pseudoplatanus), břízu bělokorou (Betula pendula) a jeřáb ptačí (Sorbus aucuparia).
Zbytky původních bučin indikuje občasný výskyt věsenky nachové (Prenanthes purpurea), pstročku dvoulistého (Maianthemum bifolium) a lýkovce jedovatého (Daphne mezereum), který je ve volné přírodě řazen mezi ohrožené druhy.
Ze zástupců běžně rozšířených mechorostů zde nalezneme například rokyt cypřišovitý (Hypnum cupressiforme) a ploník obecný (Polytrichum commune), z lišejníku dutohlávku sobí (Cladonia rangiferina) a z kapraďorostů kapraď samec (Dryopteris filix-mas) nebo kapraď osténkatou (Dryopteris carthusiana). 
Dále v této lokalitě můžeme nalézt lopuštík skloněný (Hackelia deflexa), měsíčnici vytrvalou (Lunaria rediviva), kopytník evropský (Asarum europaeum), samorostlík klasnatý (Actaea spicata), řeřišnice křivolaká (Cardamine flexuosa) a sleziník červený (Asplenium trichomanes) - kriticky ohrožená rostlina, na území ČR se vyskytuje pouze na 10 lokalitách.

### Fauna
Oblast je obklopena lesy, tudíž se zde vyskytují větší savci typičtí pro tuto oblast jako je srnec obecný (Capreolus capreolus), prase divoké (Sus scrofa), liška obecná (Vulpes vulpes) a jelen evropský (Cervus elaphus). 
Z řad obojživelníků se poblíž Farského potoka může vyskytovat čolek horský (Ichthyosaura alpestris), čolek obecný (Lissotriton vulgaris), mlok skvrnitý (Salamandra salamandra), ropucha obecná (Bufo bufo) a skokan hnědý (Rana temporaria).
Na březích Jizery můžeme spatřit ledňáčka říčního (Alcedo atthis), silně ohrožený druh. Na území ČR hnízdí pouze 300–700 párů. Dále skorce vodního (Cinclus cinclus) a konipase horského (Motacilla cinerea). V lesích lze spatřit lejska malého (Ficedula parva) a holuba doupňáka (Columba oenas).

## Ochrana přírody
Přírodní památka Nístějka spadá v IUCN do kategorie IV – Místo výskytu druhu.  
Prvotním předmětem ochrany tohoto území byl zjištěný výskyt silně ohroženého lopuštíku skloněného. Zachování ekosystému acidofilních bučin a přirozenou funkčnost zdejších lesních a vodních biotopů v okolí řeky Jizery a Farského potoka, jelikož to jsou místa výskytu ledňáčka říčního, čolka horského a mloka skvrnitého. 
Plán péče byl schválen na roky 2015 - 2023.

## Přístup
K přírodní památce se můžeme dostat několika způsoby. Lze využít silnici silnice I/14, kde zhruba na půli cesty mezi městem Jablonec nad Jizerou a Poniklá přijedeme k silničnímu mostu přes řeku Jizeru. Nachází se zde malé parkoviště a první informačně vzdělávací tabule.
Nejbližší autobusová zastávka Jablonec nad Jizerou, Hradsko nebo Jablonec nad Jizerou, Horní Dušnice, Maříkov, obě jsou od mostu vzdáleny cca 700m. A nejbližší železniční zastávky jsou Jablonec nad Jizerou-Hradsko a Poniklá na trati Martinice v Krkonoších – Rokytnice nad Jizerou.
V případě pěšího výletu lze vyrazit z náměstí ve Vysokém nad Jizerou po žluté turistické trase zvané Vysocký okruh, který je dlouhý 10 km, s výškovým převýšením 270m. Tento okruh vede přes Vysocký Park básníků, zbytky zdění Farského mlýna, horní část obce Poniklá, Nístějku, Dykovu skálu a Marinkův kříž zpátky na Vysocké náměstí. Okruh lze projet i na horském kole.
Celá oblast přírodní památky je volně přístupná, na samotnou zříceninu Nístějka však platí vstup na vlastní nebezpečí.
U rozcestníku Nístějka - zřícenina hradu jsou umístěny dvě vzdělávací cedule s historií a půdorysem hradu. Tyto dvě cedule jsou financovány od městského úřadu ve Vysokém nad Jizerou a Pila Tříč. Další vzdělávací tabule, od Libereckého kraje, s informacemi o přírodní památce Nístějka jako celku.
Výlet lze zakončit návštěvou Vlastivědného muzea ve Vysokém nad Jizerou, kde má díky archeologickým výzkumům hrad Nístějka svoji expozici.

## Fotogalerie

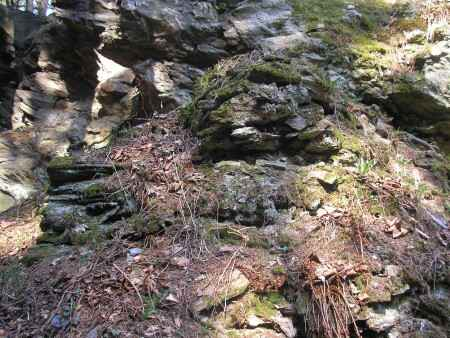
Skály v chráněném území
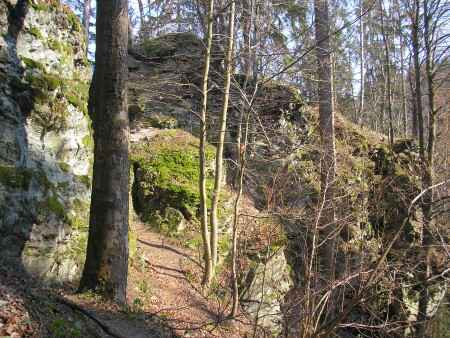
Skalní ostroh
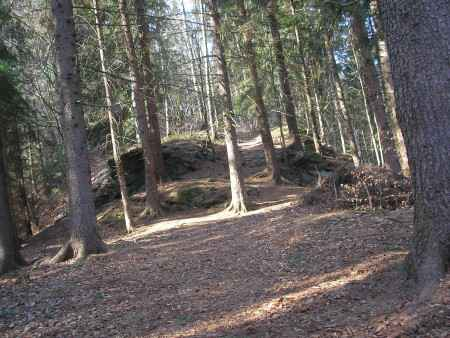
Pozůstatky hradu
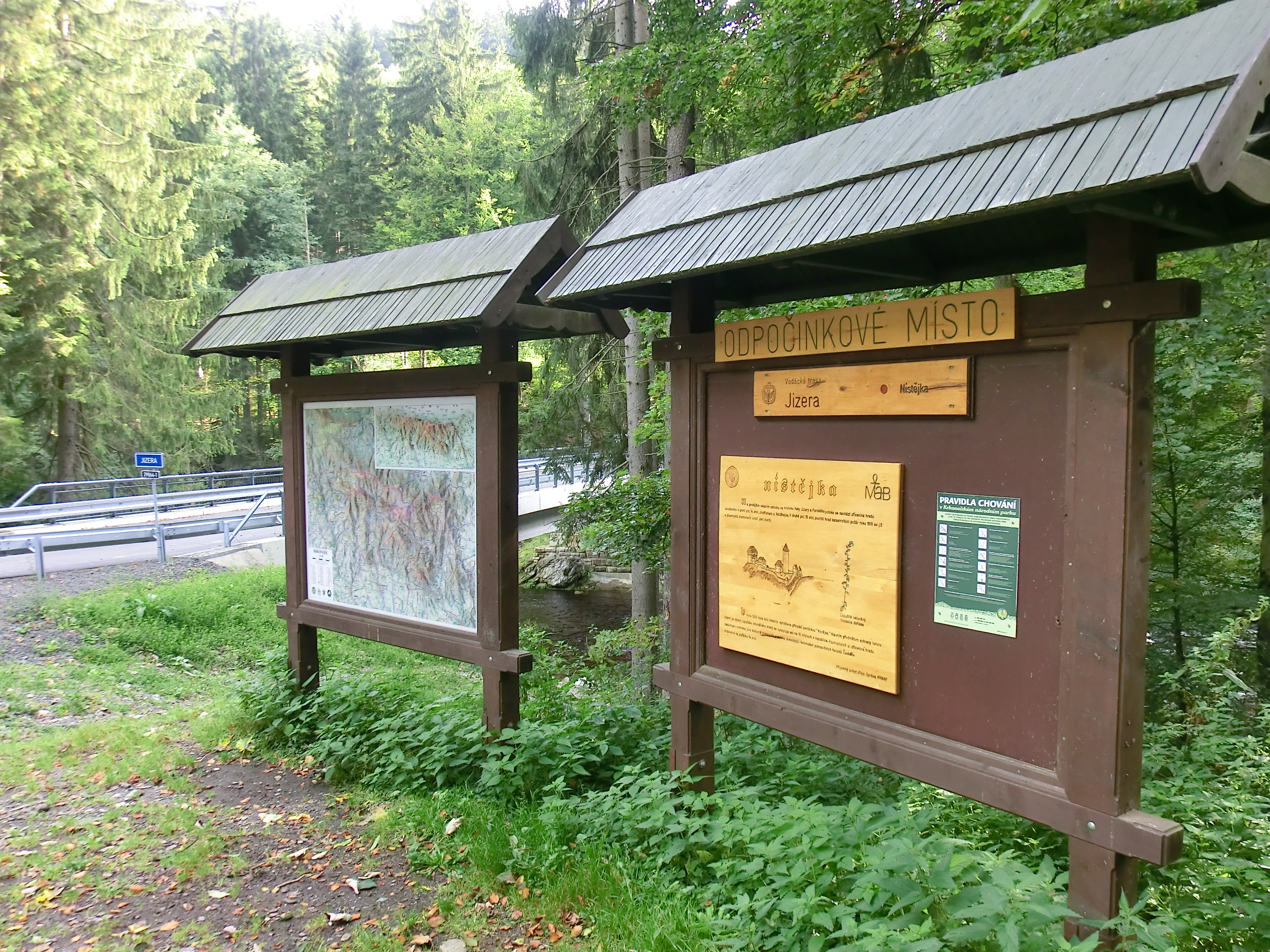
Informační tabule u mostu v Hradsku
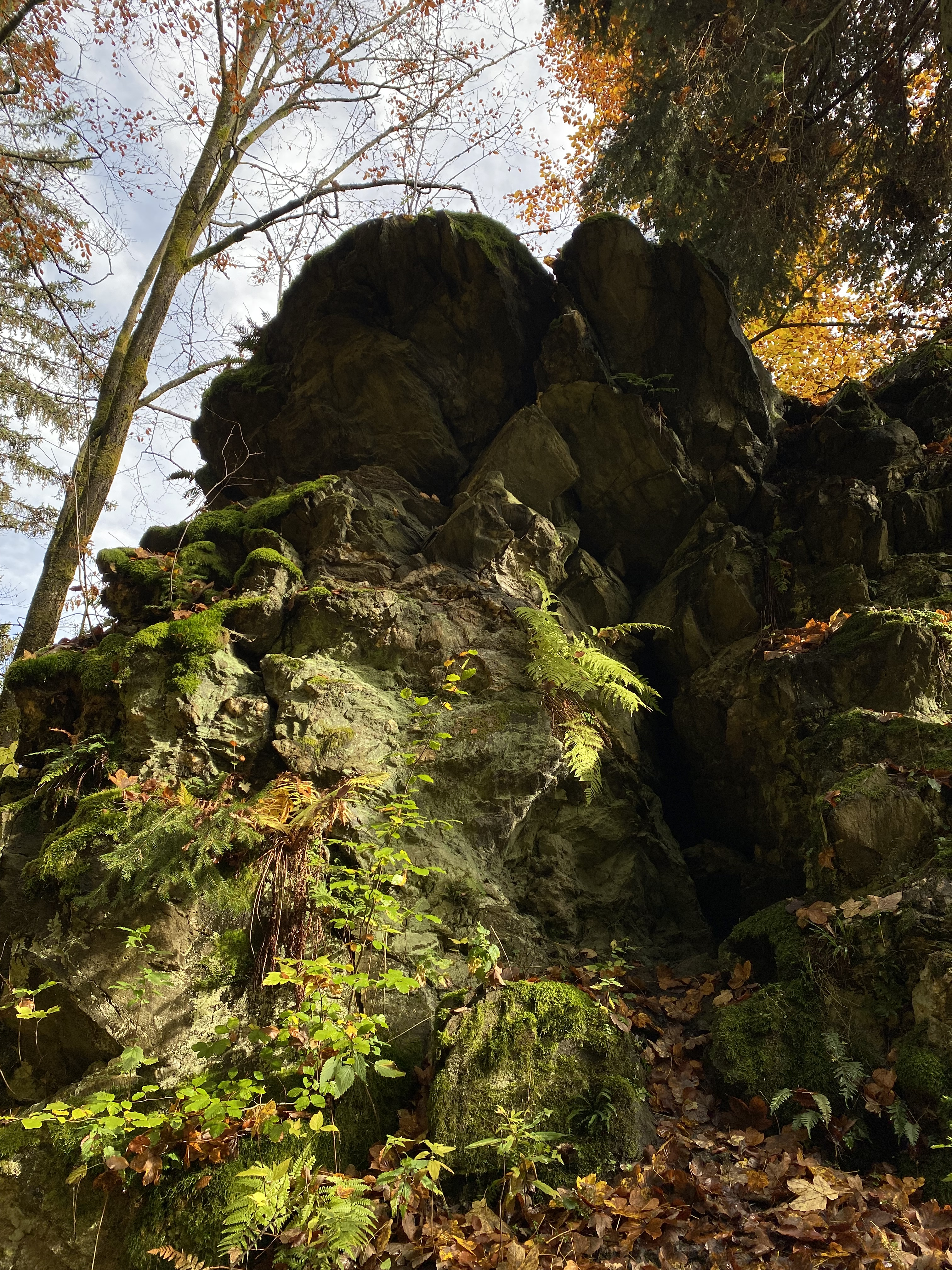
Skalní masív uprostřed zříceniny
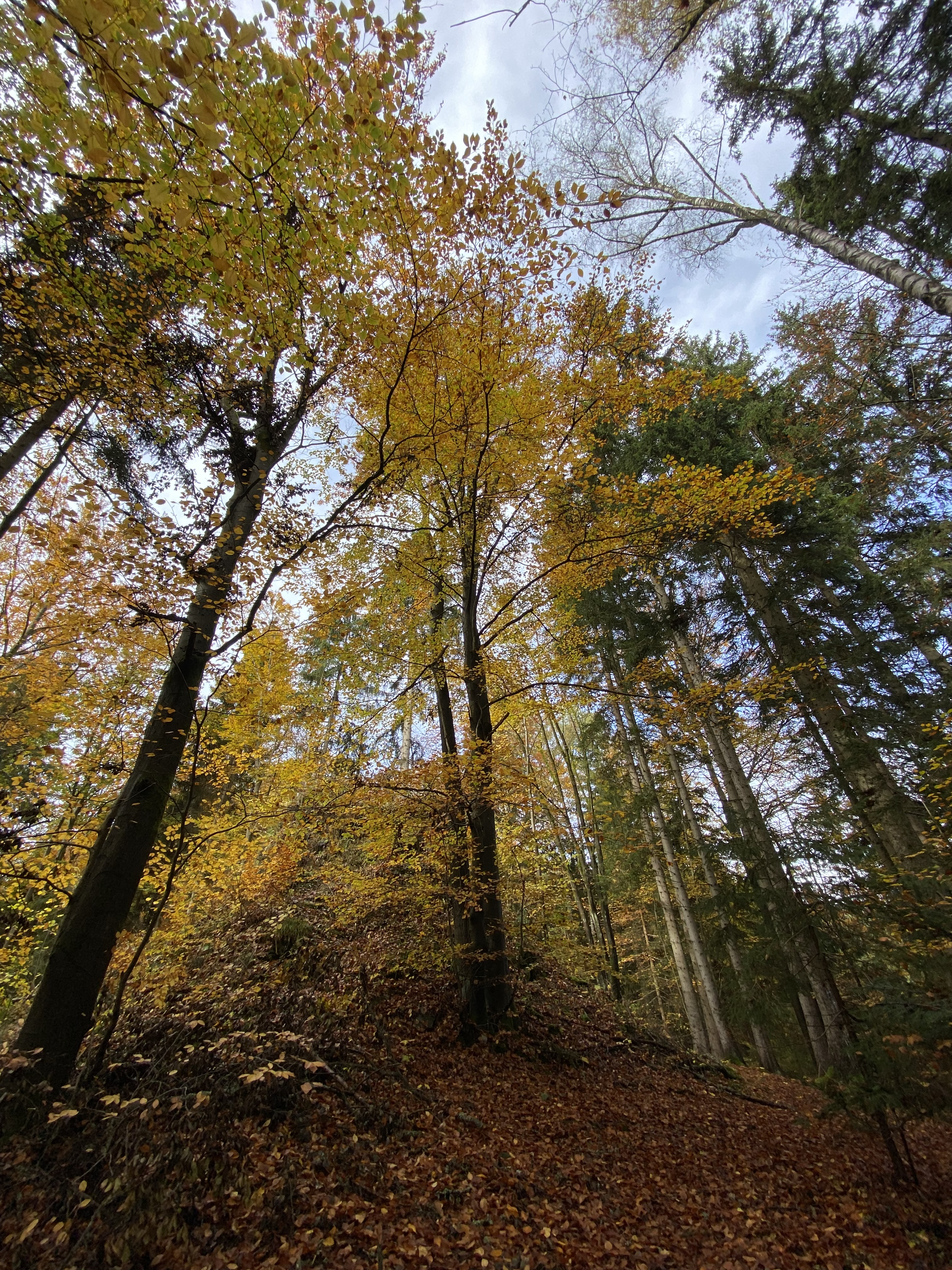
Les v chráněném území
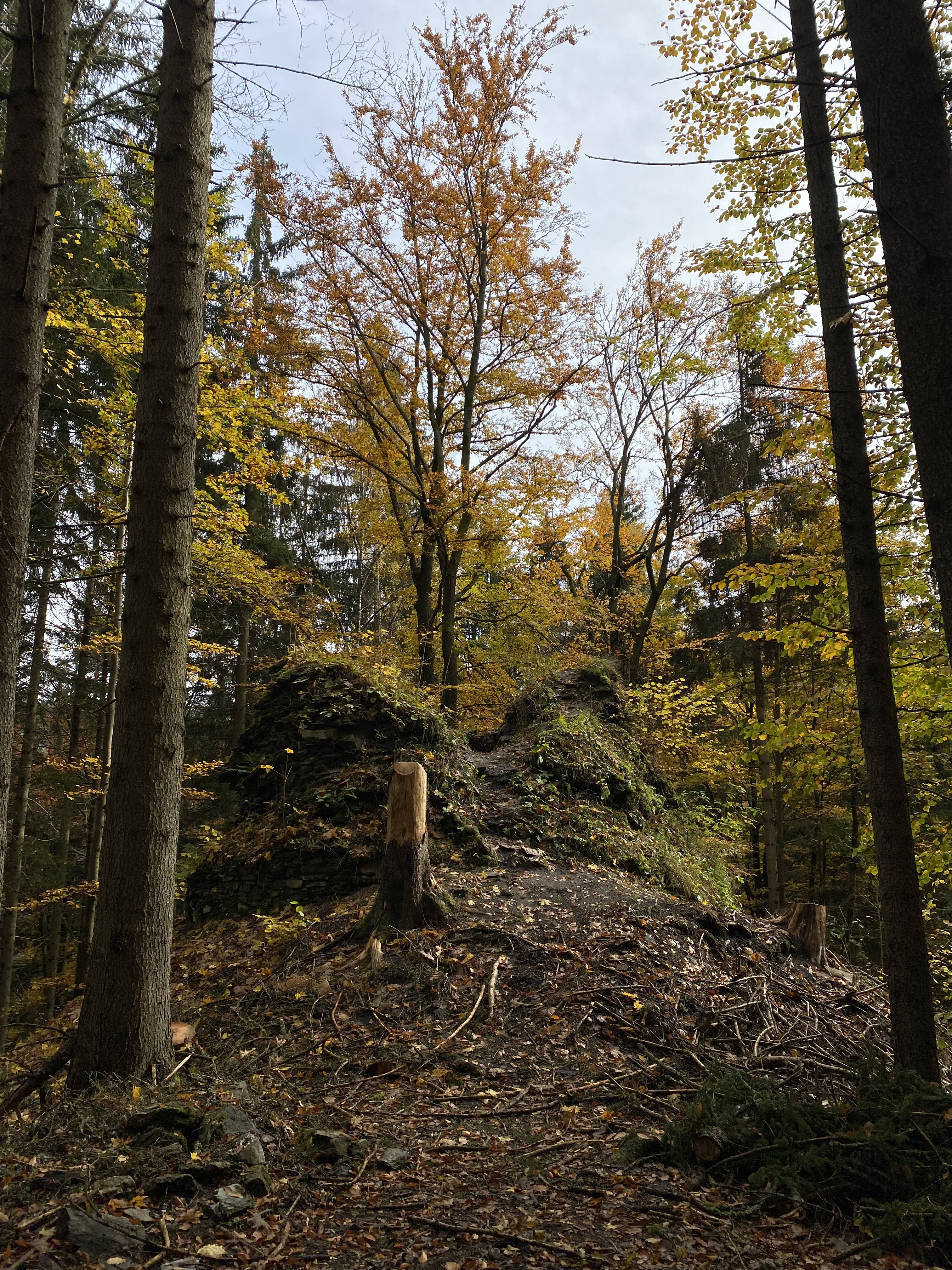
Zbytky velké věže
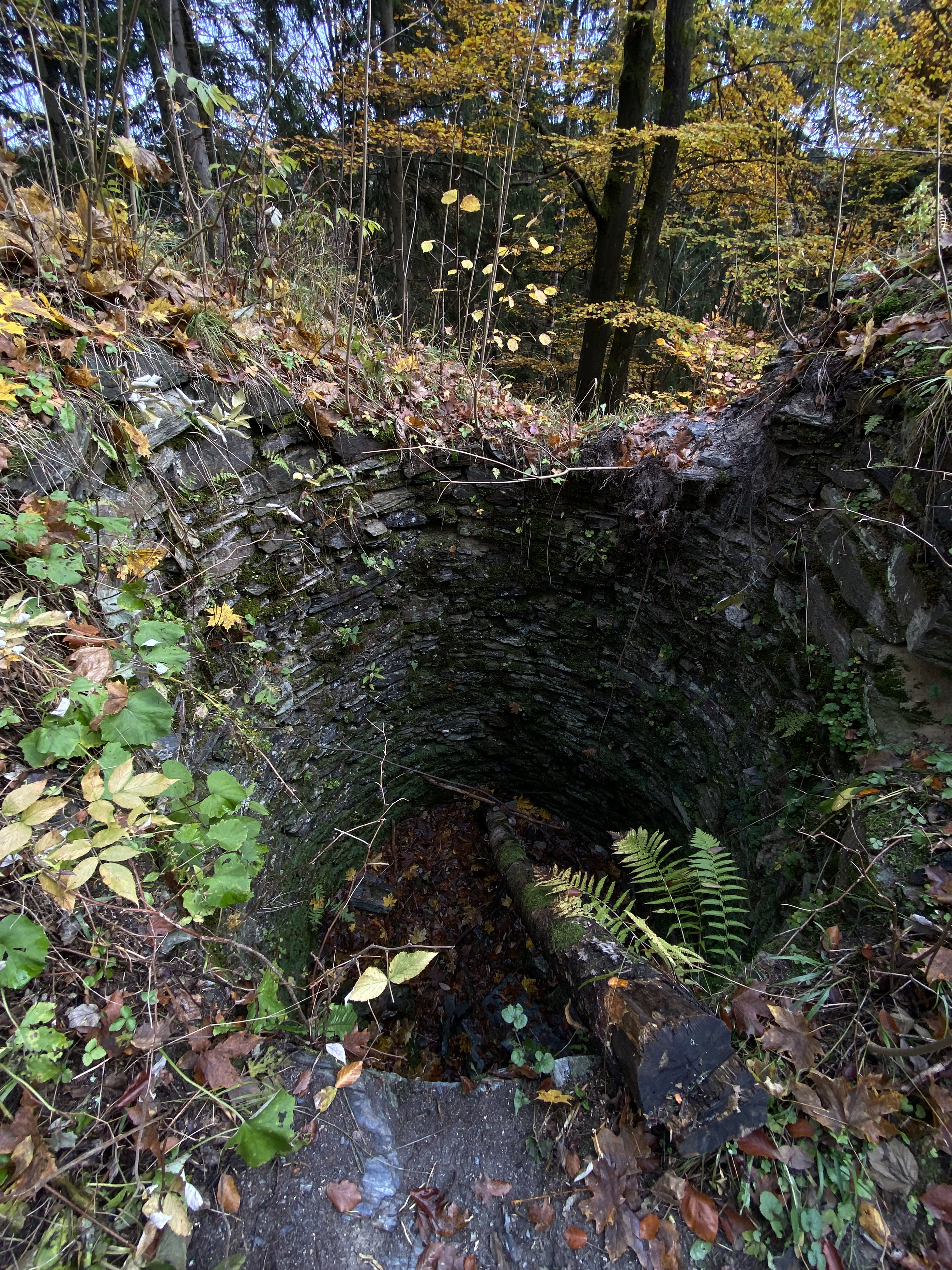
Pohled z vrchu do věže
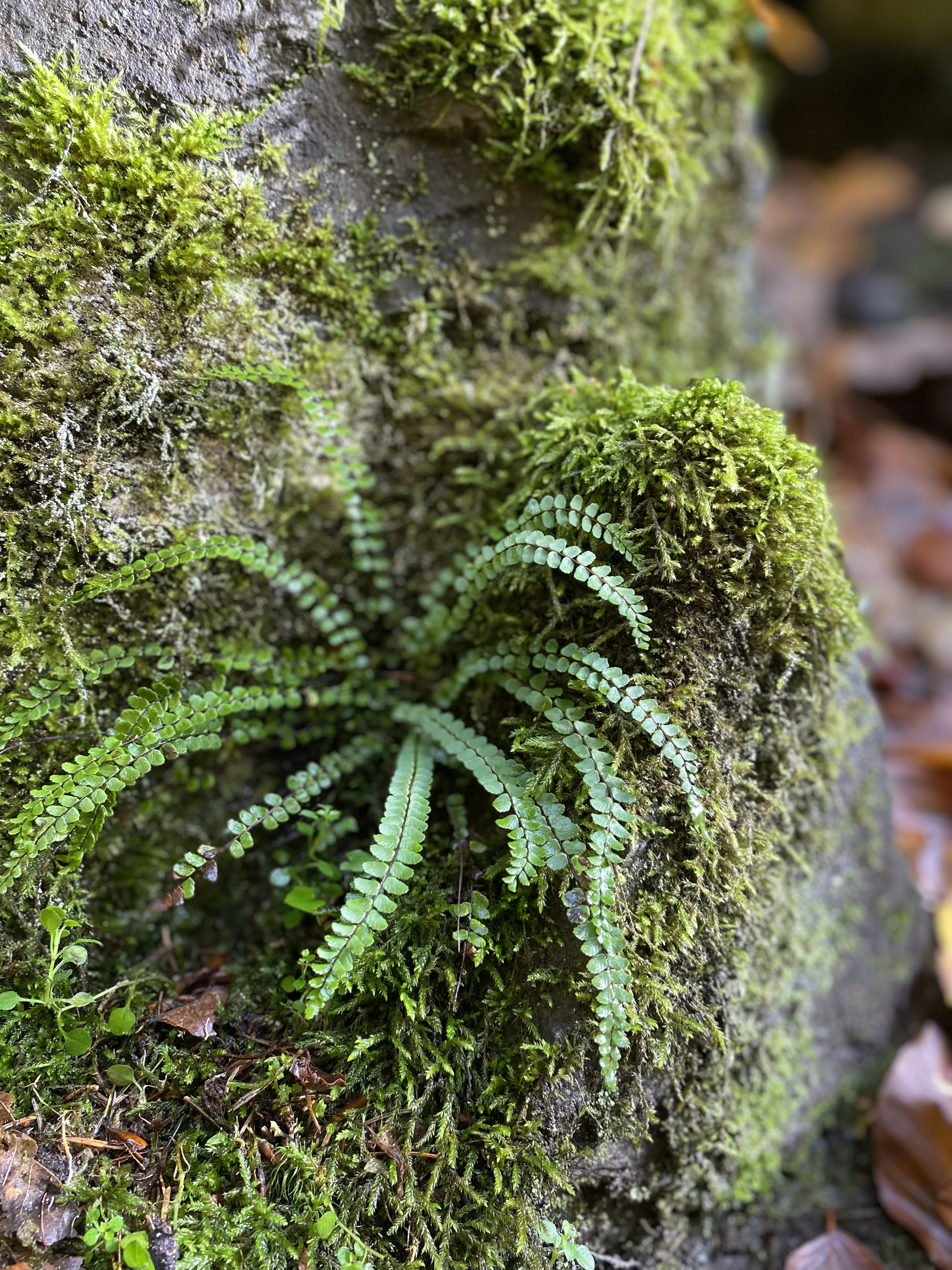
Chráněná rostlina sleziník červený
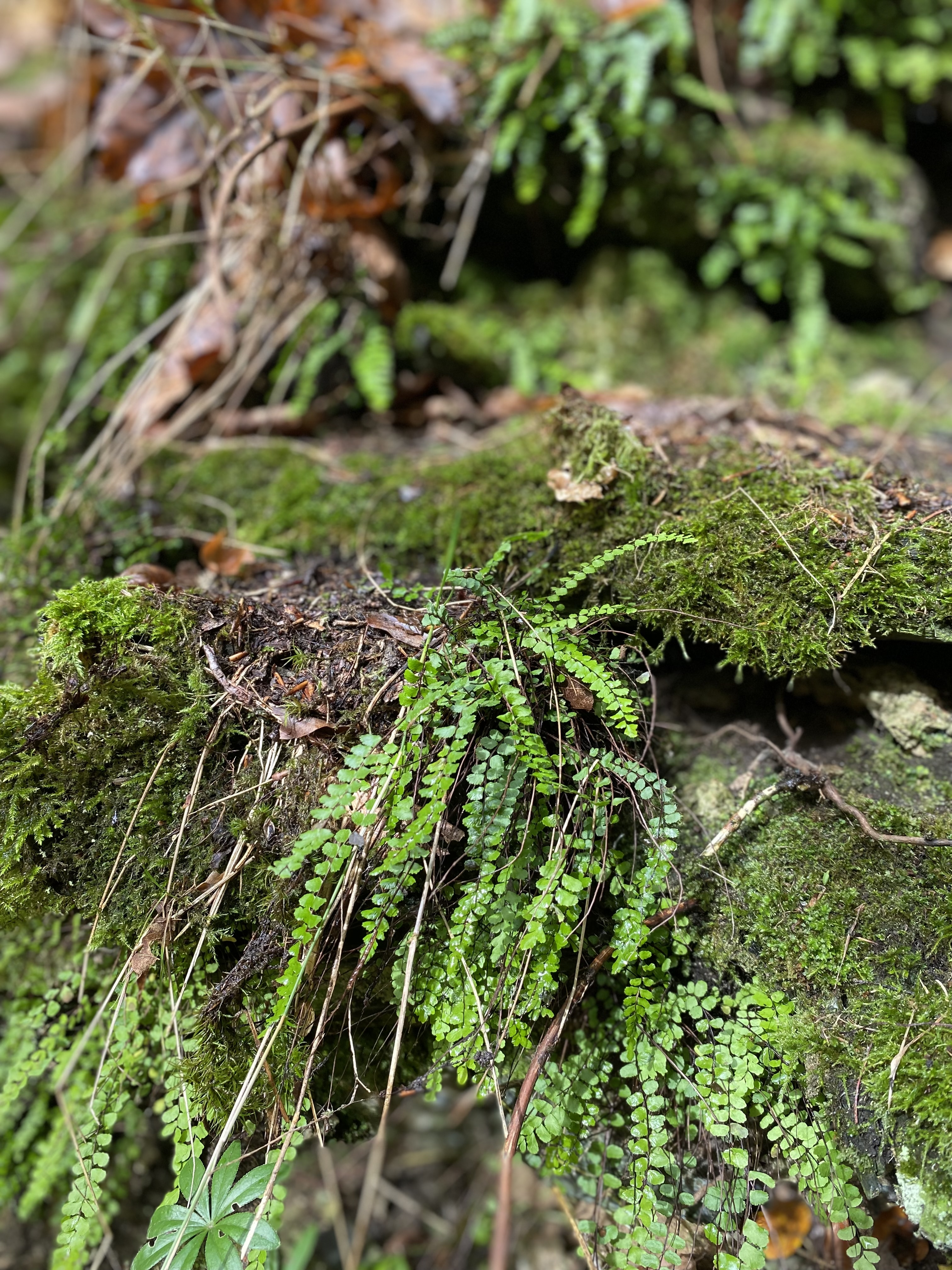
Chráněná rostlina sleziník červený
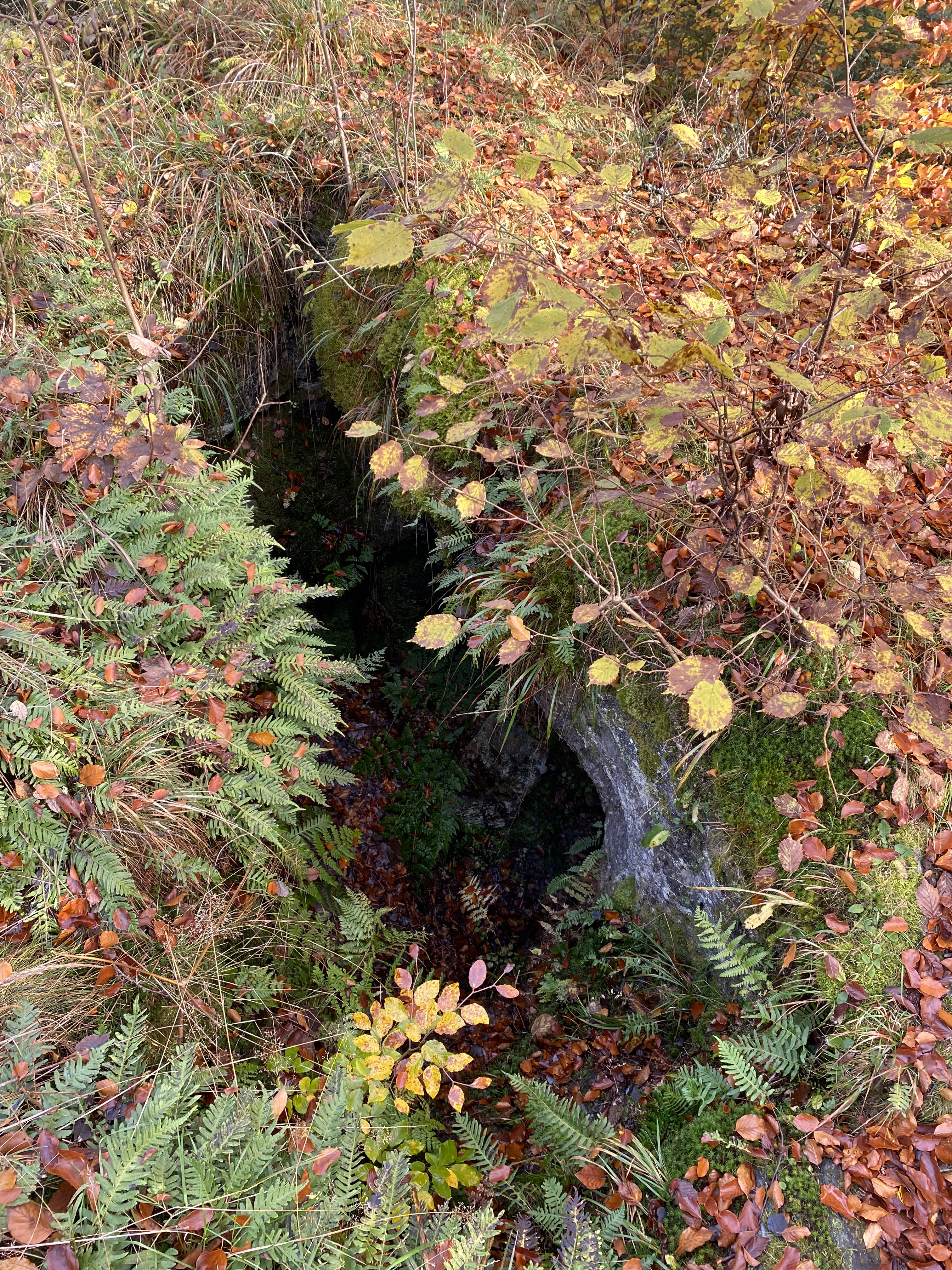
Bývalá cisterna na vodu na hradě Nístějka